# Matt Williams (basket-ball)
Pour les articles homonymes, voir Matt Williams.
Matt Williams, né le 14 octobre 1993, à Orlando, en Floride, est un joueur américain de basket-ball. Il évolue au poste d'arrière.